# 서정은 (패션 디자이너)
서정은은 대한민국의 패션 디자이너이다. 현재 스타일홀릭의 대표를 맡고 있다.

## 경력
- 더블유 패션 에디터 (2004~2006)
- 바자 패션 에디터 (2000~2004)

## 방송
- TOP CEO 1 (2010)
- TOP CEO 2 (2010)

## 저서
- 스타일홀릭(나를 표현할 수 있는 스타일의 모든 것!) (2010)